# Kiss Ödön
Kiss Ödön (Maglód, 1921. május 15. – Kingston, Kanada, 1972. augusztus 27.) magyar költő, műfordító. Írói álneve: Visegrádi Aladár.

## Életpályája
1947 és 1949 között a Pázmány Péter Tudományegyetem hallgatója volt.
Az 1956-os forradalom után Kanadában telepedett le. Kingstonban a Queen's College mikrobiológiai osztályának alkalmazottjaként dolgozott.
Verseket, elbeszéléseket írt (Visegrádi Aladár néven is).
A Kanadai Magyar Írók Szövetségének egyik alapítója és titkára volt.
1970-ben Árpád-díjat kapott, a következő évben az Árpád Akadémia tagja lett.
A halálának évében megjelent, "A sziget nincs többé, Kingstoni temetés" c. kötetéhez Tűz Tamás írt utószót személyes hangvételű búcsúvers formájában ("Utóhang helyett requiem").

## Művei
- Visegrádi Aladár: Emlékezzetek Magyarországra! (versek, Toronto, 1966)
- Átutazóban a városomon (versek, uo., 1970)
- A sziget nincs többé, Kingstoni temetés (versek, Oakville, 1972)
- Bimbóban, rügyben visszatérek (versek, Toronto, 1975)

## Szakirodalom
- Miska János (Nemzetőr 1972/272.)
- Seres József (Krónika 1977/6.)